# Euphorbia boetica
Euphorbia boetica é uma espécie de planta com flor pertencente à família Euphorbiaceae. 
A autoridade científica da espécie é Boiss., tendo sido publicada em Centuria Euphorbiarum 36. 1860.

## Portugal
Trata-se de uma espécie presente no território português, nomeadamente em Portugal Continental.
Em termos de naturalidade é endémica da Península Ibérica.

## Protecção
Não se encontra protegida por legislação portuguesa ou da Comunidade Europeia.